# Giovanni Cataldo Parisio
Giovanni Cataldo Parisio, dit aussi Cataldo Siculo, né en Sicile à Palerme ou Sciacca le 3 mars 1455, mort au Portugal vers 1517, est un humaniste italien de la Renaissance, considéré comme l'introducteur de ce mouvement littéraire au Portugal.

## Biographie
Il étudia dans les universités de Bologne, Padoue, Ferrare, et obtint la licence de droit civil à Ferrare le 21 février 1484. Il enseignait alors la rhétorique tout en étudiant le droit.
En 1485, sur la recommandation de Fernando Coutinho, alors étudiant à Bologne, il fut appelé au Portugal par le roi Jean II pour être le précepteur de son fils naturel Georges de Lancastre (né le 12 août 1481).
Il vécut à Aveiro avec son élève et la princesse Jeanne, sœur du roi, jusqu'à la mort de cette dernière (12 mai 1490). Il se déménagea alors à Santarém, puis Évora, où le 14 novembre 1490, à titre d'orator regius, il prononça à la porte de la ville le discours de bienvenue à la princesse Isabelle d'Aragon, qui venait épouser le prince héritier portugais Alphonse. À l'occasion de la noce, qui eut lieu le 27 novembre, Cataldo composa un recueil de 121 proverbes, à la demande du roi.
Quand le prince Alphonse mourut d'une chute de cheval, le 13 juillet suivant, l'humaniste italien lui fit une épitaphe latine qui se peut toujours lire dans le monastère de Batalha. Il était aussi devenu le « secrétaire latin » du roi, lui rédigeant son courrier diplomatique.
En novembre 1494, le médecin allemand Hieronymus Münzer arriva à la cour portugaise et fut reçu par le roi Jean II ; dans son Itinerarium, il rapporte qu'il fit la connaissance de Cataldo et de son élève le prince Georges, et qu'il fut tout à fait impressionné par la façon dont le Sicilien parlait couramment le latin classique. Il ajoute que le jeune prince témoignait à treize ans d'une telle intelligence et d'une telle culture qu'il était bien digne, malgré sa bâtardise, de succéder à son père.
Le roi Jean II mourut à Alvor le 25 octobre 1495. Le prince Georges, ensuite, s'éloigna de son ancien précepteur, envers lequel il témoignait de la reconnaissance selon Münzer, mais qui était aussi un pédagogue très sévère et parfois brutal ; Cataldo exprima dans des textes sa peine de cet éloignement. Mais le nouveau roi, Manuel Ier, cousin germain du défunt, manifesta rapidement la haute estime où il le tenait et lui confirma sa fonction de secrétaire royal et sa pension. Après le mariage du roi avec Isabelle d'Aragon (30 septembre 1497) et la mort du frère de celle-ci, Jean d'Aragon (4 octobre suivant), le couple royal étant devenu héritier des deux autres royaumes ibériques, Cataldo fut du voyage au cours duquel le couple fut reçu à Guadalupe par les Rois catholiques (7 avril 1498), puis voyagea jusqu'à Tolède, puis à Saragosse (en juin), pour la reconnaissance de la succession par les Cortès des deux royaumes. L'humaniste sicilien fut présenté par le roi Manuel à son beau-père Ferdinand d'Aragon. Le 23 août, la reine Isabelle mourut en couches à Saragosse.
Au retour, le roi Manuel procura à Cataldo deux nouveaux élèves très distingués : les enfants de Fernando de Meneses, comte d'Alcoutim, puis marquis de Vila Real, à savoir Pedro de Meneses (1486-1543) et sa sœur Leonor de Noronha (1488-17 février 1563). Ce furent, selon le témoignage de Cataldo, ses élèves les plus brillants. Leonor, érudite humaniste, publia de savants livres, dont sa traduction du latin en portugais de l'histoire universelle en 63 livres intitulée Ennéades du Vénitien Marcantonio Coccio Sabellico (sous le titre Crónica geral desde o começo do mundo até nosso tempo, ouvrage publié à Coïmbre en 1550). Grâce à cette grande famille, Cataldo put faire imprimer son premier volume, Epistolæ et orationes quædam Cataldi Siculi, chez Valentim Fernandes à Lisbonne le 21 février 1500 (jour anniversaire de son diplôme de droit à Ferrare en 1484).
Le 26 novembre 1500, le prince Georges de Lancastre, son ancien élève, se maria avec Béatrice de Bragance-Melo, cousine du duc Jacques Ier de Bragance ; ce fut l'occasion de leur réconciliation et Cataldo composa un épithalame. Il devint alors aussi précepteur du duc et de son frère cadet Dinis de Bragance, ainsi que de Georges, le jeune frère de doña Béatrice. Plus tard, déjà vieux et perclus de goutte, il s'occupa aussi de l'instruction de Théodose de Bragance (1510-1563), fils et héritier du duc Jacques Ier.

## Œuvre
Toute l'œuvre de Cataldo Parisio est en latin. Il s'agit de lettres, de discours et de poèmes.
Les lettres et les discours ont été imprimés de son vivant en deux volumes : Epistolæ et orationes quædam Cataldi Siculi (1500) et Cataldi epistolarum et quarundam orationum secunda pars (1513 ou 1514). Parmi les discours, le plus ancien a été prononcé à l'Université de Bologne avant sa venue au Portugal : Oratio habita Bononiæ in laudem omnium scientiarum et ipsius Bononiæ. Les lettres se divisent en deux grandes parties : le courrier diplomatique rédigé comme secrétaire des deux rois successifs Jean II et Manuel Ier, et la correspondance privée. Dans la première catégorie, on trouve des lettres en latin adressées à des souverains étrangers (Charles VIII de France, Henri VII d'Angleterre, l'empereur Maximilien d'Autriche, Ferdinand de Naples, Ludovic Sforza, le doge de Venise Agostin Barbarigo, les papes Innocent VIII et Alexandre VI, César Borgia). Parmi les lettres à caractère privé, on peut distinguer celles qui sont adressées à des Portugais et celles qui sont adressées à des Italiens. Parmi les destinataires portugais, on trouve d'abord les deux rois qu'il a servis successivement, et ensuite ses disciples ou des membres de leurs familles (parfois pour demander le paiement de ses leçons). Parmi les correspondants italiens, on peut citer, entre autres, Giovanni Pontano, Aurelio Brandolini ainsi que Lucio Marineo, un Sicilien comme lui qui fit carrière à la cour d'Espagne.
En 1501 ou 1502, il publia un recueil de poésie (Poemata) : poèmes de circonstances, comme le De obitu Alphonsi principis, éloges de grands personnages comme le poème Aquilæ libri, sur les hauts faits du roi Jean II, épigrammes diverses). En 1513 ou 1514, il publia les Visionum libri, recueil en cinq livres inspiré des Métamorphoses d'Ovide. Dans le même volume, on trouve le Verus Salomon, Martinus, poème de 690 vers à la louange de Martinho de Castelo Branco, un noble portugais qui exerçait de hautes fonctions judiciaires. Certains textes de Cataldo sont restés à l'époque en manuscrit, comme le long poème en trois livres De divina censura et Verbo humanato, dédié au pape Léon X (Ad Leonem Summum) et donc postérieur à mars 1513.

## Éditions récentes
- Dulce da Cruz Vieira (éd.), Cataldo Parisio Siculo. Martinho, verdadeiro Salomão (texte latin et traduction portugaise en prose), Coïmbre, 1974.
- Américo da Costa Ramalho (éd.), Cataldo Parisio Siculo. Epistolæ et orationes, Coïmbre, 1988 (édition fac-similé en un volume à l'occasion de la célébration du cinquième centenaire de l'introduction de l'imprimerie au Portugal en 1488) .